# Изјата (Венеција)
Изјата (итал. Isiata) је насеље у Италији у округу Венеција, региону Венето.
Према процени из 2011. у насељу је живело 306 становника. Насеље се налази на надморској висини од 0 м.